# New Jewel Movement
Das New Jewel Movement (NJM) war eine marxistische politische Partei in Grenada.

## Geschichte
1972 wurde von Unison Whiteman und Selwyn Strachan die Joint Endeavor for Welfare, Education, and Liberation (JEWEL) (Gemeinsame Anstrengung für Wohlfahrt, Erziehung und Befreiung) gegründet, wenige Monate später gründeten Rechtsanwalt Maurice Bishop und Kenrick Radix in St. George’s die Movement for Assemblies of the People (MAP). Aus diesen beiden ging am 11. März 1973 die NJM hervor. Die NJM wurde von Maurice Bishop angeführt und entstand aus der Graswurzelbewegung, war jedoch auch stark marxistisch geprägt.
Die NJM stellte die oppositionelle Kraft auf Grenada dar, das Land wurde von der Grenada United Labor Party (Vereinigte Arbeitspartei von Grenada) unter Sir Eric Gairy angeführt. Gairy hatte das Land 1974 in die Unabhängigkeit geführt. Die politische Lage war durch Instabilität und Konflikte zwischen den Unterstützern beider Gruppen gekennzeichnet.
Während eines Aufenthaltes Gairys bei der UNO in New York, bei dem er über UFOs berichtete, übernahm die NJM am 13. März 1979 in einer beinahe gewaltfreien Revolution die Macht.
Der Charakter der Bewegung ist als sozialistisch einzustufen, teilweise wurde Besitz enteignet. Die NJM war Mitglied der Sozialistischen Internationale.
Bishop stieß mit seinen engen Beziehungen zu Kuba schnell auf Argwohn in den USA, seine pragmatische Politik einer Blockfreiheit stieß aber auch bei Mitgliedern der eigenen Partei auf Widerstand. Diese wollten die NJM stärker an der Sowjetunion und an Kuba orientieren. 1977 gründete der 1976 aus Jamaika zurückgekehrte Professor für Völkerrecht und Wirtschaftswissenschaften Bernard Coard innerhalb der NJM den linken Schulungszirkel Organization for Revolution, Education and Liberation (OREL) (Organisation für Revolution, Erziehung und Befreiung). Coard, der in der Bevölkerung nicht so beliebt wie Bishop war, sammelte in der OREL einflussreiche Mitglieder der NJM um sich; so den stellvertretenden Verteidigungsminister Ewart Layne und Major Leon Cornwall sowie seine Ehefrau Phyllis Coard, die Präsidentin des Frauenbundes. Er pflegte zu diversen kommunistischen Parteien der Region engen Kontakt. 1982 trat Coard aus dem Zentralkomitee mit dem Vorwurf aus, dieses würde seine revolutionären Ziele nicht mehr erfüllen.
In einem Staatsstreich wurde Bishop im Oktober 1983 von Mitgliedern des linken Flügels unter dem Vize-Premierminister und Minister für Finanzen, Handel und Planung Bernard Coard gestürzt und mit anderen Parteimitgliedern inhaftiert. Als es in der Bevölkerung Demonstrationen gegen die Verhaftung Bishops gab, wurden diese mit Gewalt beendet, etwa 100 Menschen wurden erschossen. Am 19. Oktober 1983 wurden schließlich unter anderem Bishop, Außenminister Whiteman und die Bildungsministerin Creft exekutiert, obwohl sie sich ergeben hatten. In der NJM gewann so mit Hilfe des Militärs der stalinistische Flügel die Oberhand. Diesen Umsturz nahm die Regierung der USA zum Anlass für eine Invasion unter der Bezeichnung Operation Urgent Fury. Innerhalb dieser Aktion wurde die NJM gestürzt und aufgelöst.